# Monte Berio Blanc-Mont de Mirande
Monte Berio Blanc-Mont de Mirande – grupa górska w Masywie Mont Blanc. Znajduje się na terytorium Francji (departament Górna Sabaudia) i Włoch (region Dolina Aosty). Na południowy zachód od grupy znajdują się francuska dolina Vallée des Chapieux, na południowy wschód włoska dolina Vallone di la Thuile, a na północny zachód włoska dolina Val Veny z jej górną częścią - doliną Vallone de la Lex Blanche.

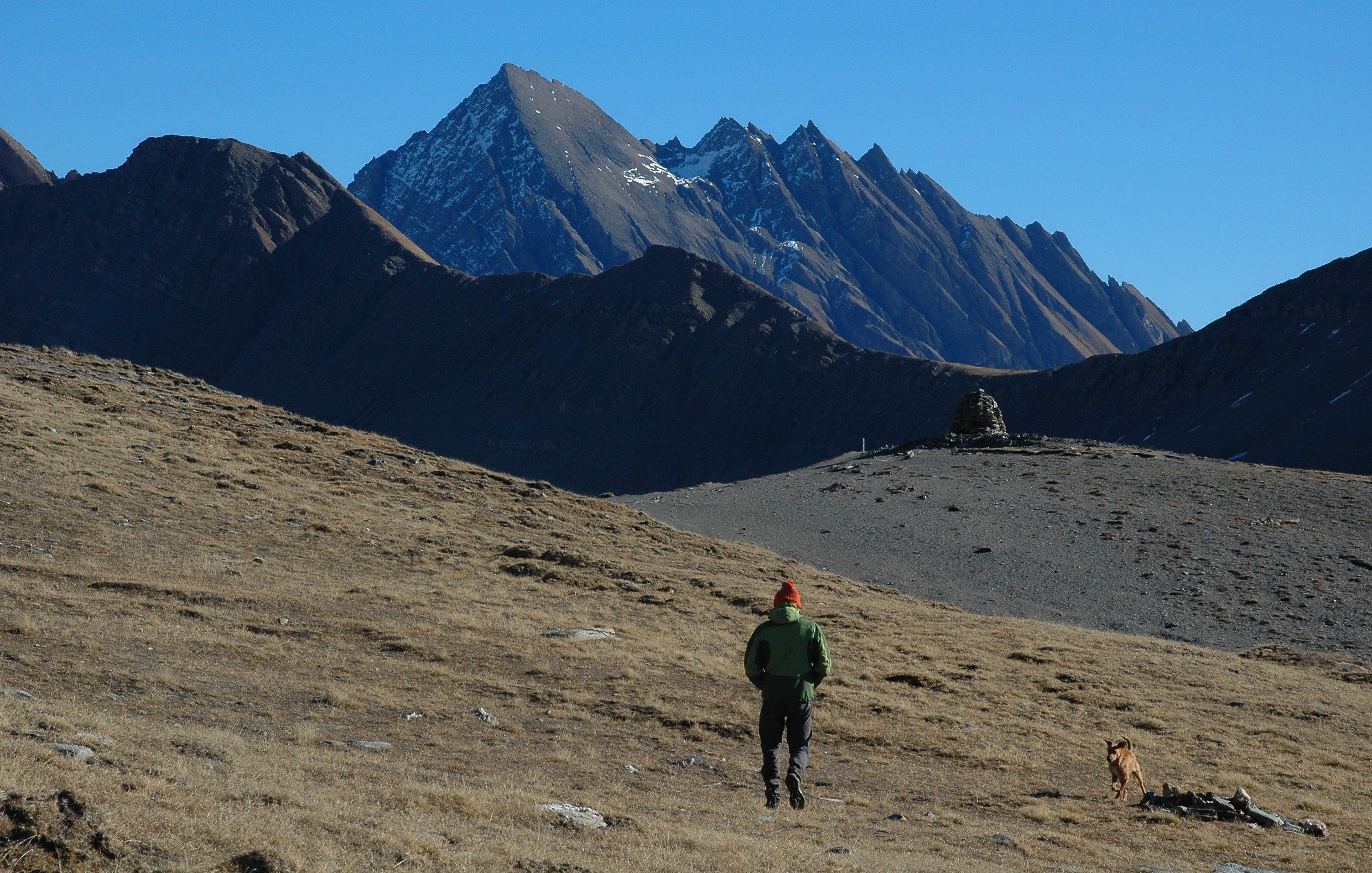
Col de la Seigne

W grani głównej, będącej granicą francusko-włoską, grupa ciągnie się od przełęczy Col de la Seigne (2515 m) na północy (za przełęczą zaczyna się grupa Trélatête) do Małej Przełęczy Świętego Bernarda (2188 m) na południu, za którą zaczynają się Alpy Graickie.
Licząc od przełęczy Col de la Seigne w grani głównej znajdują się m.in. szczyty: Pointe Lechaud (3127 m), La Fourclaz lub Ouillons Point (3112 m), Mont de Mirande lub Monte Miravidi (3068 m), Aiguille de Veis (3024 m) i Lancebranlette (2936 m).
Między przełęczą Col de la Seigne a Pointe Lechaud odchodzi na północny wschód grań ze szczytem Monte Lechaud (2805 m). Tutaj grań rozdziela się. 

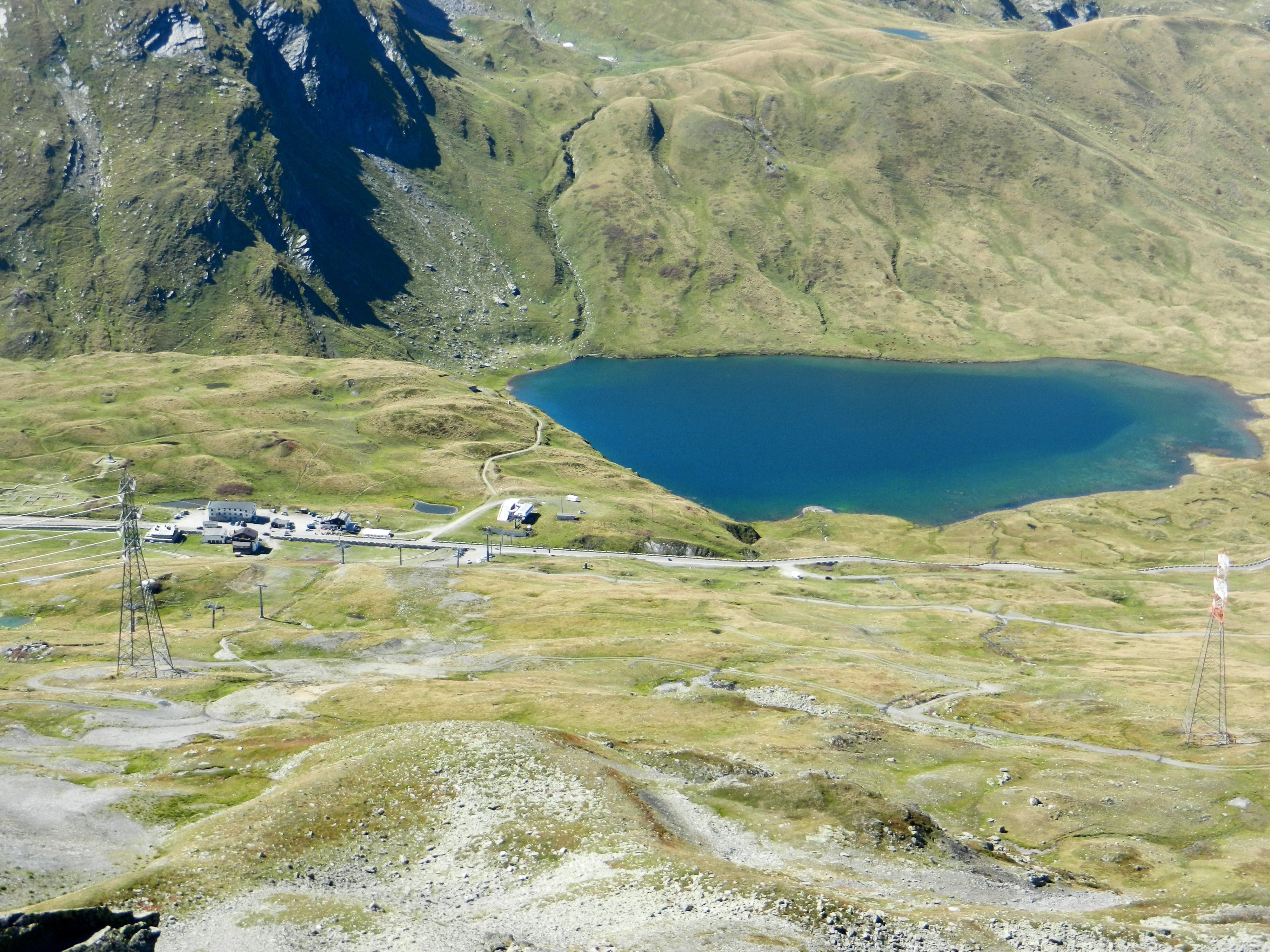
Jezioro Lago di Verney poniżej Małej Przełęczy Świętego Bernarda

Na południe idzie długi, rozgałęziony grzbiet m.in. ze szczytami Mont Ouillle (3099 m), Punta Fornet (3066 m) i Monte Ciavaretta (2849 m), a na północny wschód również długa i bardzo rozgałęziona grań m.in. ze szczytami Mont Percè (2844 m), Mont Fortin (2758 m) i Mont Favre (2967 m). Stąd na południe prowadzi grań ze szczytami Monte Berio Blanc (3252 m) i Combe Varin (2620 m), a na wschód rozgałęziona grań m.in. ze szczytami Cresta d'Arp (2570 m), Tete de l'Ane (2789 m), Monte Crammont (2737 m).
Między granią ze szczytem Mont Ouillle, a granią ze szczytem Monte Berio Blanc znajduje się niewielka dolina Vallone di Chavannes.
Na wschodnich zboczach głównej grani znajdują się niewielkie lodowce: Ghiaccialo di Chavannes, Ghiaccialo del Breuil i Ghiaccialo Arguerey.